# Joan Blaeu
Joan (Johann, Johannes, Jean, Caesius) Blaeu, grafičar i izdavač karata, atlasa, astronomskih karata i globusa u Amsterdamu (1596-1673). 
Naslijedio je 1673. s bratom Cornelisom poduzeće svoga oca Willema Janszoona Blaeua, kartografa i izdavača. Tiskaru braće Blaeu smatrali su najljepšom u Europi. Imala je deset tiskarskih preša. Zajedno s ocem izdao je Joan Blaeu 1631. suvremeni atlas svijeta, kao dopunu Ortelijevu i Mercatorovu atlasu; zatim 1634. Toonneel des Aerdryx, najveći atlas 17. stoljeća, koji je u 11 svezaka izišao na nizozemskom, francuskom, španjolskom i latinskom jeziku. Iste godine izdaju otac i sin Le théâtre de monde ou nouvel atlas, a iduće 1635. godine Theatrum Orbis Terrarum ili Atlas Novus. 
Nakon očeve smrti 1638. izdavao je Joan Blaeu kartografska djela zajedno s bratom Cornelisom, a nakon njegove smrti 1642. godine sam još punih trideset godina. U tom dugom i plodnom razdoblju objavio je velik broj atlasa i pojedinačnih karata, od kojih je samo neke sam izradio, a većinu su crtali i gravirali istaknuti nizozemski, francuski i talijanski kartografi i graveri 17. stoljeća. Joan Blaeu autor je grafika dalmatinskih gradova koje su izdali Pieter Mortier 1704. u talijanskom albumu (Nouveau théâtre d'Italie, ou Description exacte ...), 1704-1705. na nizozemskom (Het nieuw stede boek ven Italia), i odmah zatim na latinskom jeziku (Novum Italiae theatrum, sive accurata ...), pa R. Ch. Alberts u Hagu 1724. (Nieuw vermeerdern end verbetered Groot Stedeboedk van geheel Italie ...), te iste godine u latinskom (Novum Italiae theatrum) i francuskom izdanju (Nouveau theatre d'Italie ou description exacte ...). 
R. Ch. Alberts u predgovoru izričito kaže, da su grafike načinjene prema Blaeuovim crtežima i to uglavnom na licu mjesta, da ih je Blaeu za života dao izraditi i da je većinu bakroreza osobno retuširao, tj. dovršio i dotjerao. Francusko izdanje iz 1724. koje se čuva u knjižnici Kraljevskoga društva britanskih arhitekata u Londonu, sadrži opise i grafike Zadra, Herceg Novog, Splita, Novigrada, Kotora, Šibenika, Krfa, Klisa, Trogira, Obrovca, Nadina, Poljica kraj Zadra, Vrane i Islama Grčkog. 
Važno je istaknuti, da je u tiskari Joana Blauea tiskana monografija Ivana Lučića De Regno s povijesnim kartama Illyricum hodiernum, Illyricum et Liburnia, Regnum Illyricum et Illyricum a Romanis additum, Dalmatia post imperii declinationem in Croatiam, Serviam et Dalmatiam ipsam distincta, Croatia maritima, Dalmatiae pars et pars Serviae (Ioanii Lucii: De Regno Dalmatiae et Croatiae Libri sex. Amstelodami. Apud Ioanem Blaev. MDCLXVIII).